# Cloudburst (film, 2011)
Pour plus de détails, voir Fiche technique et Distribution.
Cloudburst est un film canadien sorti en 2011 et réalisé par Thom Fitzgerald (en).

## Fiche technique
- Date de sortie : 
  -  Canada 23 septembre 2011 (Edmonton International Film Festival (en))
  -  Royaume-Uni 20 février 2012 (Glasgow Film Festival)
  -  Italie 28 juin 2012 (Milan International Lesbian and Gay Film Festival)
  -  Allemagne 8 septembre 2012 (Cologne Filmreihe Homochrom)
  -  Japon 14 septembre 2012 (Tokyo International Lesbian & Gay Film Festival)
  -  France 7 octobre 2012 au Festival de films gays & lesbiens de Paris
  -  Danemark 23 octobre 2012 (MIX Copenhagen)
  -  Espagne 26 octobre 2012 (Barcelona Gay and Lesbian Film Festival)
  -  Taïwan 9 novembre 2012 au Taipei Golden Horse Film Festival
  -  Hong Kong 4 décembre 2012 (Festival du film lesbien et gay de Hong Kong)
  -  Serbie 15 décembre 2012 (Belgrade Queer Film Festival)

## Distribution
- Olympia Dukakis : Stella
- Brenda Fricker : Dot
- Kristin Booth : Molly
- Michael McPhee : Tommy
- Mary-Colin Chisholm (en) : Ynez
- Stephen Arnold : Earl
- Juanita Peters : l'infirmière
- Ruth Owen : l'infirmière de la maison
- Ryan Doucette : Prentice
- Michael Best : le réceptionniste de l'hôtel
- Trina Corkum : la serveuse
- John Dunsworth : Arnold
- Mark A. Owen : le garde-frontière
- John Beale : le garde-frontière
- Wanda Arab : le garde-frontière
- Michael Ray Fox : le garde-frontière
- Marlane O'Brien : Cat
- Randy Boliver : Guillaume
- Keelin Jack : la cowgirl de la taverne
- Ann Marra Shaftel : la danseuse de la taverne
- Luke Fisher : le joueur de violon
- Darcy Fraser : le joueur de tambourin
- Scott Trivers : le joueur de guitare
- Kevin Kincaid : le greffier
- Jeremy Akerman : le juge
- Mark H. Pound : l'employé de bureau

## Lieux de tournage
Blomidon, Nouvelle-Écosse, Canada.